# منتخب غينيا بيساو لكرة القدم للسيدات
منتخب غينيا بيساو لكرة القدم للسيدات هو ممثل غينيا بيساو الرسمي في المنافسات الدولية في كرة القدم للسيدات، يديريه اتحاد غينيا بيساو لكرة القدم.